# قص ولصق (فلم)
قص ولصق فيلم مصري أنتج عام 2006، وعرض عام 2007 ويصور حياة الشباب المصري وحالة اليأس التي يعيشها من خلال شخصيات ونماذج حقيقية تعيش الواقع الاجتماعي في مصر.

## قصة الفيلم
تدور أحداث الفيلم حول أربع شخصيات واقعية يتم نقلها للشاشة فبطل الفيلم شريف منير يؤدي شخصية شاب تجاوز الثلاثين من عمره، يعمل في تركيب أطباق الدش، ويتبين خلال مسار الفيلم أنه خريج كلية التجارة منذ أعوام ولا يجد عملا فتحايل على الحياة ليعمل في مجال بعيد عن تخصصه.
ويعرض الفيلم حياته حيث فقد والديه ويعيش وشقيقه الأكبر في شقة والديهما ويعجز عن الزواج من الفتاة التي يحبها.
وهناك أيضا صديقه فتحي عبد الوهاب الذي يرفض العمل خارج تخصصه فيبدأ بتعاطي المخدرات والتمرد على الواقع ليعبر عن حالة اليأس التي يعيشها الشباب.
وفي شكل مواز يصور الفيلم حياة حنان ترك التي بلغت الثلاثين ولم تجد عملا رغم تخرجها من الجامعة فتعمل في شراء وبيع أي شيء رافضة الاعتماد على أمها سوسن بدر التي تملك صالونا للسيدات، وكانت فقدت والدها الذي توفي خلال عمله في إحدى الدول الخليجية ولحل مشكلتها بعيدا عن أمها تقرر لضمان الهجرة الزواج من شريف منير شكليا من دون تحقيق الزواج الفعلي.
وجاء اسم الفيلم (قص ولصق) للدلالة على العشوائية التي يعيشها المجتمع والتراجيديا المحزنة التي يعيشها الشباب.

## الممثلين
- شريف منير (يوسف)
- حنان ترك (جميلة)
- فتحي عبد الوهاب (سامي)
- مروة مهران (زينب)
- سوسن بدر (أم جميلة)
- أشرف سرحان (يحيي) أخو يوسف
- حنان مطاوع (ثريا) صديقة جميلة

## روابط خارجية
- مقالات تستعمل روابط فنية بلا صلة مع ويكي بيانات